# Explorer 29
O Explorer 29, também conhecido como GEOS A ou GEOS 1 (acrônimo de Geodetic Earth Orbiting Satellite A ou 1), foi um satélite artificial da NASA lançado em 6 de novembro de 1965 por meio de um foguete Delta E a partir do Cabo Canaveral.

## Características
A missão do Explorer 29 era para localizar pontos de observação (estações de controle geodésico) em três sistemas de centro dimensional de coordenadas dentro de 10 m de precisão, de definir a estrutura do campo gravitacional irregular da terra e refinar as localizações e magnitudes das grandes anomalias da gravidade, e de comparar os resultados dos vários sistemas a bordo da nave para determinar o sistema mais preciso e confiável. Aquisição e registro de dados eram de responsabilidade da GSFC Space Tracking and Data Acquisitions Network (STADAN). Foram utilizados dez grandes redes de observação.